# Phare de Pen-Men
Le phare de Pen-Men est une maison-phare situé sur l'île de Groix, Morbihan au sud-est de la pointe de Pen-Men. Il fut construit en 1836 et mis en service en 1839.

## Historique

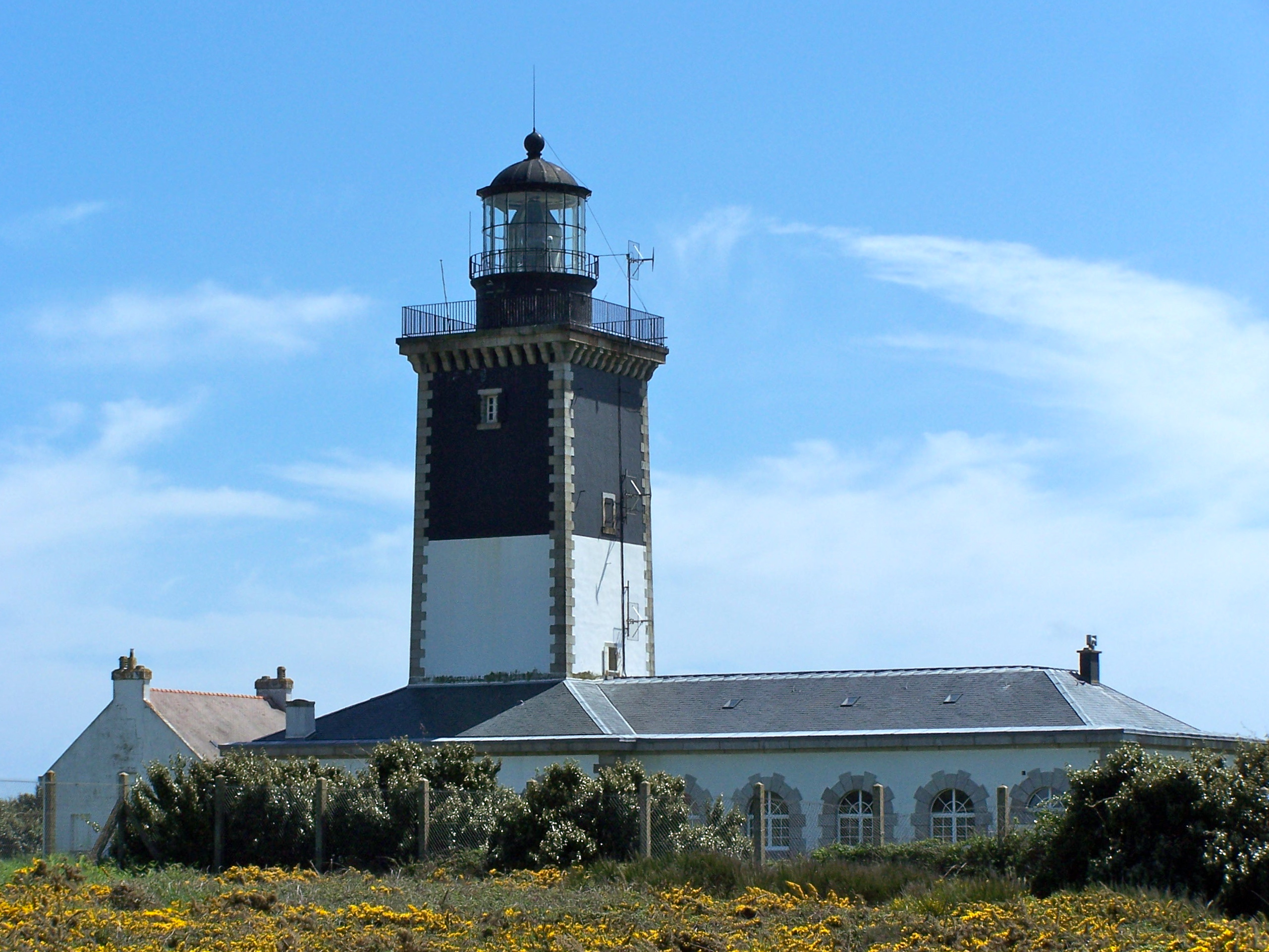
Vue latérale du phare.

En 1798, la construction d'un phare avait été entamée, non loin de l'emplacement du phare actuel. Elle fut cependant interrompue, la foudre s'étant abattue sur l'édifice. Le phare actuel est constitué d'une tour carrée surmontant un bâtiment rectangulaire qui abrite deux chambres et les salles des machines et du radiophare.
Le phare, ainsi que l'enclos, les façades et toitures des bâtiments annexes, sont inscrits monument historique par arrêté du 31 décembre 2015.
Ce phare est le plus puissant du Morbihan avec une portée de 29 milles soit environ 54 km. Il est automatisé mais gardienné.

## Écologie
La côte sud de l'île de Groix est gérée par le conservatoire du littoral. La pointe sur laquelle il est situé constitue une réserve naturelle végétale et ornithologique. En effet, un très grand nombre d'oiseaux appartenant à des espèces protégées nichent dans ses falaises.